# Brimborium
Brimborium è il diciassettesimo album dei KMFDM, pubblicato il 19 febbraio 2008.
Il titolo dell'album è una parola tedesca che può essere tradotta con "qualcosa che non ha significato o valore".

## Tracce
1. Tohuvabohu (MS-20 Mix) - 4:46
2. Looking For Strange (Super Strange Mix) - 5:28
3. Superpower (Buttfunk Mix) - 	4:13
4. Headcase (Halloe'en Mix) -	4:24
5. Tohuvabohu (Ex Nihilo Mix) -	4:45
6. I Am What I Am (The One And Only Mix) - 	6:26
7. Looking For Strange (All Strung Up Mix) -	6:30
8. Saft Und Kraft (Saft Und Crack Mix) -	5:47
9. Not In My Name (Check Yourself Mix) -	5:40
10. Headcase (Fix Mix) - 	4:14
11. Spit Or Swallow (Electric Stomp Mix) - 	4:54
12. You're No Good (Zomb'd Out Mix) -	6:46
13. What We Do For You - 9:14

## Formazione
- Sascha Konietzko - voce, sintetizzatore, tastiere
- Steve White - chitarra
- Jules Hodgson - chitarra, basso

## Gruppi partecipanti al disco
- Combichrist
- Die Krupps
- Angelspit
- Velox Music
- DJ Acucrack
- 16 Volt
- Zombie Girl